# Fräulein Piccolo
Fräulein Piccolo è un cortometraggio muto del 1915 diretto da Franz Hofer.
Il film è ricordato nella storia del cinema per aver avuto Ernst Lubitsch tra i suoi interpreti.

## Produzione
Il film fu prodotto nel 1914 da Max Maschke per la Luna-Film.

## Distribuzione
Copia del film viene conservata negli archivi del Museo del Cinema di Monaco di Baviera.